# Carl Adolf Boheman
Carl Adolf Andersson Boheman (født 3. september 1764 i Jönköping, død 14. april 1831 ved Hamborg) var en svensk mystiker, frimurer, handelsmand og hofsekretær.
Han var søn af rådmanden Anders Bohman og Regina Katarina Schelle. Som ung blev han frimurer og lærte en englænder at kende, som tilhørte et mystisk ordenssamfund. Da hans trolovede, Stephens søster, døde, modtog Boheman i medgift en stor sum penge som erstatning for det tabte ægteskab. Dernæst flyttede han til Danmark i begyndelsen af 1790'erne. Her fik han kontakt til den højtstående frimurer, prins Carl af Hessen, som gav ham bolig et en af sine ejendomme. I 1793 købte Boheman slottet Frydenlund, som han ejede til 1803.
På ordre fra Carl af Hessen virkede Boheman for selskabet "Avignons oplyste" og besøgte Sverige et antal gange. På et af sine besøg i hjemlandet blev han af hertug Karl udnævnt til hofsekretær og tildelt frimurernes højeste grad. Det var Gustav Adolf Reuterholm, som formidlede kontakten til det svenske kongehus.
Reuterholm faldt imidlertid i unåde, hvilket foranledigede Boheman til atter at bosætte sig i Danmark, men i 1802 og 1803 besøgte han Sverige og indrettede på opfordring fra hertug Karl en svensk filial af selskabet "Avignons oplyste".
Boheman grundlagde i Sverige selskabet Den Gule Rose, hvor hertug Karl og Hedvig Elisabeth Charlotte var medlemmer. Andre medlemmer var grev Erik Ruuth, dennes hustru Charlotte Wahrendorff, grev Magnus Fredrik Brahe og dennes hustru Catharina Ulrica Koskull og dronningens moder. Da Boheman forsøgte at indvie kongen, Gustav IV Adolf, i selskabet, opfattede monarken dog selskabet som et samlingssted for oppositionen.
Gustav IV Adolf betragtede Carl Adolf Boheman som en politisk farlig person. Han blev blev fængslet, udstødt af frimurerordenen og landsforvist på grund af landsskadelig virksomhed. Boheman blev også udvist af Danmark og måtte tage til Tyskland. I 1814 vendte han tilbage til Stockholm, men blev atter udvist af landet. Han døde i eksil i 1831.
Der findes en uunderbygget legende om, at Boheman skulle have bistået Axel von Fersen den yngres planlægning af det franske kongepars flugtforsøg under den franske revolution, og at han ved den lejlighed stjal Marie Antoinettes juvelskrin.